# Mike Staines
Mike Staines, född den 30 maj 1949 i Guildford, Surrey, är en amerikansk roddare.
Han tog OS-silver i tvåa utan styrman i samband med de olympiska roddtävlingarna 1976 i Montréal.